# Весна (картина Моне)
«Весна» (фр. Printemps), также известная как «Читательница» (фр. La Liseuse), — картина французского художника-импрессиониста Клода Моне, написанная в 1872 году. На ней изображена его первая жена Камилла Донсье, сидящая и читающая под тенью сирени. Ныне картина хранится в Художественном музее Уолтерса, в Балтиморе (США).

## История
Натурщицей для этой картины Клода Моне выступила его первая жена Камилла Донсье. Они поженились в 1870 году, а до того она была его любовницей и служила моделью для его фигуративных картин 1860-х и 1870-х годов. Камилла славилась необычным талантом к позированию, и её часто изображали, в том числе Огюст Ренуар и Эдуард Мане.
В конце 1871 года Моне с семьёй поселился в Аржантёе, местечке к северо-западу от Парижа. Оно пользовалось популярностью среди городских жителей, желавших отдохнуть. Коллеги Моне часто навещали его, и Аржантёй стал ассоциироваться с импрессионизмом. Весной 1872 года Моне создал несколько полотен в своём саду, на большой части которых изобразил Камиллу и Аделаиду-Эжени Лескуэзек, компаньонку Альфреда Сислея.
С 30 марта по 30 апреля 1876 года «Весна» демонстрировалась на выставке, организованной импрессионистами в парижской галерее Дюрана-Рюэля. Моне представил на ней 18 работ, к шести из которых позировала Камилла. Во время этой выставки «Весне» было присвоено более общее название «Читательница».
Алиса Ошеде, вторая жена Моне, распорядилась уничтожить все изображения и предметы, связанные с отношениями Камиллы и Моне. Поэтому образ Камиллы сохранился почти исключительно за счёт картин Моне.

## Композиция
Камилла изображена на картине безмятежно сидящей под сенью сирени. Особое внимание художник уделил изображению её лица и фигуре, в отличие от более поздних работ, где она представлена гораздо менее привлекательной. Солнечный свет пробивается сквозь деревья, создавая блики на земле и на её муслиновом платье. Сюжет картины представляет собой очаровательную сцену из семейной жизни.